# Sandra Esparon
Sandra Esparon (sinh ngày 15 tháng 5 năm 1989) là một ca sĩ và người biểu diễn âm nhạc Seychelles. Cô lồng tiếng cho ca khúc hit " San ou (La Rivière) " năm 2005 với tư cách là thành viên của ban nhạc Seychellois Dezil'. Sự nghiệp của cô đã chứng kiến cô phát hành ba album phòng thu và nhận được nhiều giải thưởng cả trong nước và quốc tế.

## Cuộc đời và sự nghiệp
Esparon sinh ngày 15 tháng 5 năm 1989 tại quận Takamaka của Mahé, Seychelles. Cô bắt đầu sự nghiệp âm nhạc chuyên nghiệp với tư cách là thành viên của Dezil '. Năm 2012, cô phát hành album thứ hai mang tên Sandra Fanm Inik, người đã giành giải Nữ nghệ sĩ xuất sắc nhất của cô tại Giải thưởng âm nhạc Seychelles Airtel 2012 và năm 2014, cô phát hành Mon Santiman. Năm 2014, cô đã giành giải Nữ nghệ sĩ xuất sắc nhất tại Giải thưởng âm nhạc Seychelles Airtel 2014 và Giải thưởng Giai điệu cáp lần thứ 5.

## Giải thưởng và công nhận
| Năm  | Lễ trao giải | Giải thưởng | Kết quả | Tham chiếu |
| ---- | --- | --- | ------- | ---------- |
| 2012 | Giải thưởng âm nhạc Airtel 2012 | Nữ nghệ sĩ xuất sắc nhất \|style="background: #99FF99; color: black; vertical-align: middle; text-align: center; " class="yes table-yes2"\|Đoạt giải |         |            |
| 2014 | style="background: #99FF99; color: black; vertical-align: middle; text-align: center; " class="yes table-yes2"\|Đoạt giải                                   | Nữ nghệ sĩ xuất sắc nhất \|style="background: #99FF99; color: black; vertical-align: middle; text-align: center; " class="yes table-yes2"\|Đoạt giải |         |            |
| 2014 | Giải thưởng âm nhạc Airtel 2014 \|style="background: #99FF99; color: black; vertical-align: middle; text-align: center; " class="yes table-yes2"\|Đoạt giải | Nữ nghệ sĩ xuất sắc nhất \|style="background: #99FF99; color: black; vertical-align: middle; text-align: center; " class="yes table-yes2"\|Đoạt giải | [ 7 ]   |            |
| 2014 | Giải thưởng âm nhạc Airtel 2014 \|style="background: #99FF99; color: black; vertical-align: middle; text-align: center; " class="yes table-yes2"\|Đoạt giải | style="background: #99FF99; color: black; vertical-align: middle; text-align: center; " class="yes table-yes2"\|Đoạt giải                            |         |            |
| 2014 | Giải thưởng âm nhạc Airtel 2014 \|style="background: #99FF99; color: black; vertical-align: middle; text-align: center; " class="yes table-yes2"\|Đoạt giải | style="background: #99FF99; color: black; vertical-align: middle; text-align: center; " class="yes table-yes2"\|Đoạt giải                            |         |            |
| 2014 | Les Voix de l'Océan Indien | style="background: #99FF99; color: black; vertical-align: middle; text-align: center; " class="yes table-yes2"\|Đoạt giải                            | [ 8 ]   |            |
| 2015 | Thứ 6 Les Voix de l'Océan Indien | style="background: #99FF99; color: black; vertical-align: middle; text-align: center; " class="yes table-yes2"\|Đoạt giải                            | [ 9 ]   |            |